# Фінал кубка Італії з футболу 1973
Фінал Кубка Італії з футболу 1973 — фінальний матч розіграшу Кубка Італії сезону 1972—1973, в якому зустрічались «Мілан» і «Ювентус». Матч відбувся 1 липня 1973 року на «Стадіо Олімпіко» в Римі.

## Шлях до фіналу
| Мілан    | Мілан         | Раунд                            | Ювентус        | Ювентус       |
| -------- | ------------- | -------------------------------- | -------------- | ------------- |
| Суперник | Результат     | Кубок Італії з футболу 1972—1973 | Суперник       | Результат     |
| -        | -             | Перший груповий раунд            | Фоджа          | 3–0 вдома     |
| -        | -             | Перший груповий раунд            | Новара         | 1–0 на виїзді |
| -        | -             | Перший груповий раунд            | Верона         | 0–0 вдома     |
| -        | -             | Перший груповий раунд            | Варезе         | 1–1 на виїзді |
| Аталанта | 2–0 на виїзді | Другий груповий раунд            | Реджана        | 1–1 вдома     |
| Кальярі  | 0–1 вдома     | Другий груповий раунд            | Болонья        | 0–0 на виїзді |
| Наполі   | 1–0 на виїзді | Другий груповий раунд            | Інтернаціонале | 1–1 на виїзді |
| Аталанта | 1–0 вдома     | Другий груповий раунд            | Реджана        | 2–1 на виїзді |
| Кальярі  | 1–0 на виїзді | Другий груповий раунд            | Болонья        | 4–3 вдома     |
| Наполі   | 2–0 вдома     | Другий груповий раунд            | Інтернаціонале | 4–2 вдома     |

## Фінал
| 1 липня 1973 |

| «Мілан»            | 1:1 | «Ювентус»   |
| ------------------ | --- | ----------- |
| Бенетті 50' (пен.) |     | Беттега 15' |

| «Стадіо Олімпіко», Рим Арбітр: Ауреліо Анджонезе |

|                                                       |     | Пенальті                                           |  |
| Шнеллінгер · Бенетті · К'яруджі · Б'язіоло · Магеріні | 5:2 | Каузіо · Анастазі · Беттега · Спінозі · Куккуредду |  |

|                  |  |                       |    |     |
|                  |  |                       |    |     |
| В                |  | Вілліам Веккі         |    |     |
| З                |  | Анджело Анкіллетті    |    | 93' |
| З                |  | Джуліо Дзіньйолі      | ЖК |     |
| З                |  | Даріо Дольчі          |    |     |
| З                |  | Карл-Гайнц Шнеллінгер |    |     |
| З                |  | Роберто Розато        |    | 76' |
| З                |  | Джузеппе Сабадіні     |    |     |
| ПЗ               |  | Ромео Бенетті         |    |     |
| ПЗ               |  | Альберто Біджон       |    |     |
| ПЗ               |  | Джорджо Б'язіоло      |    |     |
| Н                |  | Лучано К'яруджі       |    |     |
| Запасні:         |  |                       |    |     |
| ПЗ               |  | Гвідо Магеріні        |    | 76' |
| ПЗ               |  | Роберто Казоне        |    | 93' |
| Головний тренер: |  |                       |    |     |
| Нерео Рокко      |  |                       |    |     |

|                  |  |                      |  |     |
|                  |  |                      |  |     |
| В                |  | Діно Дзофф           |  |     |
| З                |  | Лучано Спінозі       |  |     |
| З                |  | Джанп'єтро Маркетті  |  |     |
| З                |  | Антонелло Куккуредду |  |     |
| З                |  | Сілвіо Лонгобукко    |  | 64' |
| З                |  | Сандро Сальвадоре    |  |     |
| ПЗ               |  | Франко Каузіо        |  |     |
| ПЗ               |  | Гельмут Галлер       |  | 98' |
| ПЗ               |  | Фабіо Капелло        |  |     |
| Н                |  | П'єтро Анастазі      |  |     |
| Н                |  | Роберто Беттега      |  |     |
| Запасні:         |  |                      |  |     |
| ПЗ               |  | Джузеппе Фуріно      |  | 64' |
| ПЗ               |  | Джанлуїджі Савольді  |  | 98' |
| Головний тренер: |  |                      |  |     |
| Честмир Вицпалек |  |                      |  |     |